# Tiefenbach (Haut-Palatinat)
Pour les articles homonymes, voir Tiefenbach.
Tiefenbach est une commune de Bavière (Allemagne), située dans l'arrondissement de Cham, dans le district du Haut-Palatinat.